# سباق الأبطال
سباق الأبطال هو حدث دولي في رياضة المحركات الآلية يقام في نهاية / بداية كل عام.يضم بعضًا من أفضل سائقي السباقات والراليات في العالم وهي المنافسة الوحيدة في العالم التي يتنافس فيها نجوم من الفورمولا 1،بطولة العالم للراليات،سلسلة إندي كار وناسكار مع بعضهم البعض في سيارات متطابقة.بدأت المسابقة في 1988.

## روابط خارجية
- الموقع الرسمي